# Kamienica przy ulicy Odrzańskiej 2 we Wrocławiu
Kamienica przy ulicy Odrzańskiej – zabytkowa kamienica, znajdująca się przy ulicy Odrzańskiej 3 we Wrocławiu (przed 1945 rokiem Oderstrasse 2). 

## Historia kamienicy
Pierwszy murowany budynek został wzniesiony jeszcze w okresie późnego średniowiecza. Była to wąska, dwuosiowa podpiwniczona kamienica, pięciokondygnacyjna z wysokim dwukondygnacyjnym szczytem. W drugiej połowie XVII lib około 1700 roku wieku została przebudowana i otrzymała późnobarokowe formy. Szczyt zakończony został w formie edikuli o trójkątnym tympanonie wspierającym się na płaskich lizenach flankowanych wolutowymi spływami. Obecnie kamienica komunikacyjnie połączona jest z kamienicą nr 3, gdzie znajduje się wejście. Plan domu miał układ trójtraktowy; w trakcie środkowym znajdował się klatka schodowa i pomieszczenia kuchenne. Kamienica przebudowywana była jeszcze w latach 1860, 1911 i w 1963 roku. 